# University of Liberia
University of Liberia (UL) är ett statligt universitet i Monrovia i Liberia. Det grundades 1862 som Liberia College, och blev universitet 1951.  

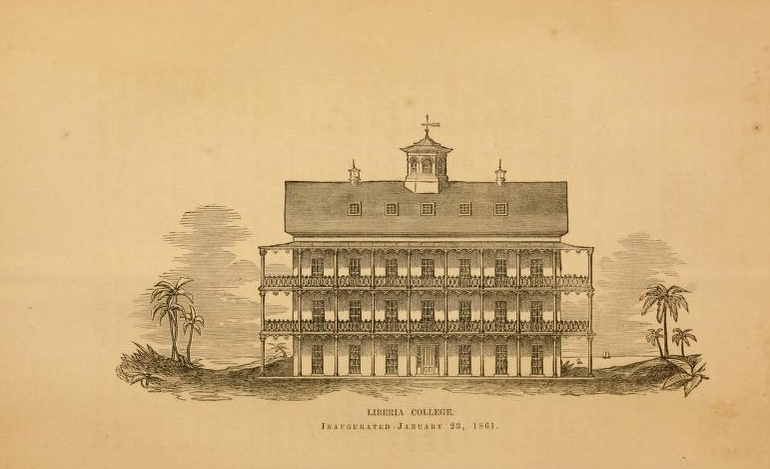
Teckning av skolbyggnaden 1862